# The No Smoking Orchestra
Но смокинг оркестра (енгл. The No Smoking Orchestra), чешће названа Емир Кустурица & Но смокинг оркестра, српска је етно рок група основана у Београду 1993. године.
Групу је 1993. године основао Ненад Јанковић који се након пресељења у Београд из Сарајева одлучио оживјети Забрањено пушење, група коју је 1980. године основао са Давором Сучићем, а који је у то доба био у мировању након 1990. године. Група је у почетку наступала као "Забрањено пушење", али је на крају променила назив у "Емир Кустурица & Но смокинг оркестра" (енгл. Emir Kusturica & The No Smoking Orchestra) када се 1998. године придружио познати филмски режисер Емир Кустурица, који је претходно био члан Забрањеног пушења 1987. године.

## Чланови

### Садашњи чланови
- Емир Кустурица – ритам гитара, електрична гитара, пратећи вокал (1998–данас)
- Стрибор Кустурица – бубњеви, удараљке, пратећи вокал (1996–данас)
- Зоран Марјановић (Чеда) – удараљке, бубњеви (2001–данас)
- Зоран Милошевић (Зоки) – хармоника (1998–данас)
- Ненад Петровић (Неша) – саксофон (1999–данас)
- Горан Поповић (Поп) – туба, труба, бас-гитара (2001–данас)
- Дејан Спаравало – виолина, пратећи вокал (1996–данас)

### Бивши чланови
- Александар Балабан – туба, труба (1998–2001)
- Ненад Гајин (Цоце) – електрична гитара, ритам гитара, акустична гитара (1999–2004)
- Горан Јаковљевић (Тери) – гитара (1996–1998)
- Дражен Јанковић (Хер Драле Драугенталер) – клавијатуре, оргуље, пратећи вокал (1996–2018)
- Ненад Јанковић (Др Неле Карајлић) – вокал, пратећи вокал, клавијатуре (1993–2012)
- Горан Марковски (Глава Марковскy) – бас-гитара, бас балалаика (1996–2005)
- Иван Максимовић – електрична гитара, ритам гитара, акустична гитара, боузоуки (2004–2019)

## Дискографија
Референце: thenosmokingorchestra.com Архивирано на веб-сајту  (21. децембар 2019), discogs.com

### Студијски албуми
- Ја нисам одавле (1997) (као Забрањено пушење)
- Блек кет, вајт кат (1998)
- Унцаунца тајм (2000)
- Лајф ис а миракл (2004)
- Лајф ис а миракл ин Буенос Аирес (2005)
- Емир Кустурица тајм оф џипсис пунк опера (2007)
- Корпс дипломатик (2018)

### Компилацијски албуми
- Бест оф Емир Кустурица & Но смокинг оркестра (2009)